# Liste der Baudenkmale in Golmbach
In der Liste der Baudenkmale in Golmbach sind die Baudenkmale der niedersächsischen Gemeinde Golmbach im Landkreis Holzminden aufgelistet.

## Allgemein
In den Spalten befinden sich folgende Informationen:
- Lage: die Adresse des Baudenkmales und die geographischen Koordinaten. Kartenansicht, um Koordinaten zu setzen. In der Kartenansicht sind Baudenkmale ohne Koordinaten mit einem roten Marker dargestellt und können in der Karte gesetzt werden. Baudenkmale ohne Bild sind mit einem blauen Marker gekennzeichnet, Baudenkmale mit Bild mit einem grünen Marker.
- Bezeichnung: Bezeichnung des Baudenkmales
- Beschreibung: die Beschreibung des Baudenkmales. Unter § 3 Abs. 2 NDSchG werden Einzeldenkmale und unter § 3 Abs. 3 NDSchG Gruppen baulicher Anlagen und deren Bestandteile ausgewiesen.
- ID: die Objekt-ID des Baudenkmales
- Bild: ein Bild des Baudenkmales, ggf. zusätzlich mit einem Link zu weiteren Fotos des Baudenkmals im Medienarchiv Wikimedia Commons. Wenn man auf das Kamerasymbol klickt, können Fotos zu Baudenkmalen aus dieser Liste hochgeladen werden:

## Golmbach
Baudenkmale im Ortsteil Golmbach.

### Gruppe: Hofanlage Gangolfstraße 7
Die Gruppe „Hofanlage Gangolfstraße 7“ hat die ID 26973162.

| Lage                                        | Bezeichnung              | Beschreibung | ID       | Bild |
| ------------------------------------------- | ------------------------ | ------------ | -------- | ---- |
| Gangolfstraße 7 51° 53′ 58″ N, 9° 32′ 49″ O | Wohn-/Wirtschaftsgebäude |              | 26795396 | BW   |

### Gruppe: Pfarrhof Holenberger Straße 17
Die Gruppe „Pfarrhof Holenberger Straße 17“ hat die ID 26973151.

| Lage                                              | Bezeichnung | Beschreibung | ID       | Bild |
| ------------------------------------------------- | ----------- | ------------ | -------- | ---- |
| Holenberger Straße 17 51° 54′ 0″ N, 9° 32′ 53″ O  | Pfarrhaus   |              | 26795513 | BW   |
| Holenberger Straße 17 51° 53′ 59″ N, 9° 32′ 54″ O | Scheune     |              | 26795529 | BW   |

### Einzeldenkmale
| Lage                                                  | Bezeichnung              | Beschreibung                | ID       | Bild           |
| ----------------------------------------------------- | ------------------------ | --------------------------- | -------- | -------------- |
| Am Sportzentrum, Golmbach 51° 53′ 53″ N, 9° 32′ 30″ O | Brücke (Bauwerk)         |                             | 26795379 | BW             |
| Gangolfstraße 9 51° 53′ 58″ N, 9° 32′ 52″ O           | Kirche (Bauwerk)         | Kirche St. Gangolf Golmbach | 26795444 | Weitere Bilder |
| Gangolfstraße 14 51° 53′ 58″ N, 9° 32′ 52″ O          | Wohnhaus                 |                             | 26795461 | BW             |
| Holenberger Straße 3 51° 54′ 2″ N, 9° 32′ 44″ O       | Wohn-/Wirtschaftsgebäude |                             | 26795478 | BW             |
| Kattrepel 2 51° 53′ 58″ N, 9° 32′ 57″ O               | Scheune                  |                             | 26795545 | BW             |
| Kattrepel 3 51° 54′ 0″ N, 9° 32′ 56″ O                | Wohn-/Wirtschaftsgebäude |                             | 26795562 | BW             |
| Mühlenanger 2 51° 53′ 53″ N, 9° 32′ 49″ O             | Wohn-/Wirtschaftsgebäude |                             | 26795596 | BW             |
| Mühlenanger, Golmbach 51° 53′ 46″ N, 9° 32′ 41″ O     | Brücke (Bauwerk)         |                             | 26795579 | BW             |
| Negenborner Straße 11 51° 53′ 53″ N, 9° 32′ 51″ O     | Wohn-/Wirtschaftsgebäude |                             | 26795613 | BW             |
| Negenborner Straße 11 51° 53′ 53″ N, 9° 32′ 52″ O     | Scheune                  |                             | 26795630 | BW             |
| Warbsener Straße 3 51° 54′ 1″ N, 9° 32′ 41″ O         | Wohn-/Wirtschaftsgebäude |                             | 26795647 | BW             |

## Warbsen
Baudenkmale im Ortsteil Warbsen.

### Gruppe: Hofanlagen Forstbachtal
Die Gruppe „Hofanlagen Forstbachtal“ hat die ID 26973173.

| Lage                                                  | Bezeichnung              | Beschreibung | ID       | Bild |
| ----------------------------------------------------- | ------------------------ | ------------ | -------- | ---- |
| Forstbachtalstraße 1 51° 53′ 40″ N, 9° 31′ 15″ O      | Wirtschaftsgebäude       |              | 26795709 | BW   |
| Forstbachtalstraße 1 51° 53′ 41″ N, 9° 31′ 15″ O      | Wohnhaus                 |              | 26795679 | BW   |
| Forstbachtalstraße 1 51° 53′ 41″ N, 9° 31′ 16″ O      | Scheune                  |              | 26795694 | BW   |
| Forstbachtalstraße 3 51° 53′ 41″ N, 9° 31′ 16″ O      | Wirtschaftsgebäude       |              | 26795739 | BW   |
| Forstbachtalstraße 3 51° 53′ 41″ N, 9° 31′ 18″ O      | Wohnhaus                 |              | 26795724 | BW   |
| Forstbachtal 4 51° 53′ 40″ N, 9° 31′ 17″ O            | Wohnhaus                 |              | 26806978 | BW   |
| Forstbachtal 4 51° 53′ 40″ N, 9° 31′ 18″ O            | Stall                    |              | 26806993 | BW   |
| Forstbachtal 4 51° 53′ 40″ N, 9° 31′ 19″ O            | Scheune                  |              | 26807008 | BW   |
| Grundstück östl. v. Nr. 4 51° 53′ 41″ N, 9° 31′ 20″ O | Scheune                  |              | 26807023 | BW   |
| Forstbachtalstraße 5 51° 53′ 42″ N, 9° 31′ 19″ O      | Wohn-/Wirtschaftsgebäude |              | 26795754 | BW   |
| Forstbachtalstraße 6 51° 53′ 42″ N, 9° 31′ 21″ O      | Wohnhaus                 |              | 26807038 | BW   |
| Forstbachtalstraße 7 51° 53′ 43″ N, 9° 31′ 17″ O      | Wohnhaus                 |              | 26795769 | BW   |
| Forstbachtalstraße 8 51° 53′ 42″ N, 9° 31′ 22″ O      | Wohn-/Wirtschaftsgebäude |              | 26807053 | BW   |
| Forstbachtalstraße 8 51° 53′ 42″ N, 9° 31′ 23″ O      | Scheune                  |              | 26807068 | BW   |
| Forstbachtalstraße 9 51° 53′ 44″ N, 9° 31′ 19″ O      | Scheune                  |              | 26795799 | BW   |
| Forstbachtalstraße 9 51° 53′ 43″ N, 9° 31′ 21″ O      | Wohn-/Wirtschaftsgebäude |              | 26795784 | BW   |
| Forstbachtalstraße 11 51° 53′ 43″ N, 9° 31′ 22″ O     | Gaststätte               |              | 26795814 | BW   |
| Forstbachtalstraße 12 51° 53′ 43″ N, 9° 31′ 24″ O     | Wohnhaus                 |              | 26807083 | BW   |
| Forstbachtalstraße 13 51° 53′ 44″ N, 9° 31′ 23″ O     | Wohn-/Wirtschaftsgebäude |              | 26795844 | BW   |
| Forstbachtalstraße 13 51° 53′ 44″ N, 9° 31′ 23″ O     | Scheune                  |              | 26795829 | BW   |
| Forstbachtalstraße 13 51° 53′ 45″ N, 9° 31′ 22″ O     | Stall                    |              | 26795859 | BW   |
| Forstbachtalstraße 14 51° 53′ 43″ N, 9° 31′ 25″ O     | Wohnhaus                 |              | 26807098 | BW   |
| Forstbachtalstraße 18 51° 53′ 44″ N, 9° 31′ 26″ O     | Wohn-/Wirtschaftsgebäude |              | 26795874 | BW   |
| Forstbachtalstraße 20 51° 53′ 44″ N, 9° 31′ 28″ O     | Wohnhaus                 |              | 26795889 | BW   |
| Forstbachtalstraße 22 A 51° 53′ 45″ N, 9° 31′ 29″ O   | Wohn-/Wirtschaftsgebäude |              | 26795936 | BW   |
| Forstbachtalstraße 22 51° 53′ 45″ N, 9° 31′ 29″ O     | Wohnhaus                 |              | 26795921 | BW   |
| Forstbachtalstraße 24 51° 53′ 46″ N, 9° 31′ 30″ O     | Scheune                  |              | 26795966 | BW   |
| Forstbachtalstraße 24 51° 53′ 46″ N, 9° 31′ 31″ O     | Wohn-/Wirtschaftsgebäude |              | 26795951 | BW   |

### Einzeldenkmale
| Lage                                              | Bezeichnung              | Beschreibung                               | ID       | Bild |
| ------------------------------------------------- | ------------------------ | ------------------------------------------ | -------- | ---- |
| Forstbachtalstraße 26 51° 53′ 46″ N, 9° 31′ 31″ O | Wohn-/Wirtschaftsgebäude |                                            | 26795981 | BW   |
| Burgberg 51° 52′ 37″ N, 9° 31′ 21″ O              | Telegrafenstation        | Preußischer optischer Telegraf, Station 28 | 26795664 |      |